# Valeri Miloserdov
Valeri Vladimirovich Miloserdov (en russe : Валерий Владимирович Милосердов), né le 11 août 1951 à Elektrostal dans la République socialiste fédérative soviétique de Russie et mort le 26 janvier 2015 à Moscou, est un ancien joueur soviétique de basket-ball, évoluant au poste de meneur. 

## Carrière

### Palmarès
- Médaille de bronze aux Jeux olympiques 1976
- Médaille de bronze aux Jeux olympiques 1980
- Champion du monde 1974
- Médaille de bronze au championnat d'Europe 1973
- Finaliste du championnat d'Europe 1975
- Finaliste du championnat d'Europe 1977